# 如夢
《如夢》（英語：Like a Dream）為2010年上映之電影，由北京保利博納電影發行有限公司、吉光電影有限公司、博納影視娛樂有限公司聯合出品，導演为羅卓瑤。

## 故事概述
身在紐約的MAX（吳彥祖飾）在夢中邂逅哀傷憂鬱的女子艾玲（袁泉飾），到了上海後在一次拿錯照片中，MAX發現那女孩是真實存在的，在此同時亦遇見了跟艾玲長的一模一樣，但是性格迥異的女子（袁泉分飾），兩人在一起尋找艾玲的過程中產生了微妙的感覺......

## 演員表
- 吳彥祖 飾 Max
- 袁　泉 飾 艾玲

## 獎項
第46屆金馬獎提名
- 最佳劇情片
- 最佳導演：羅卓瑤
- 最佳男主角：吳彥祖
- 最佳女主角：袁　泉
- 最佳原創劇本：方令正、羅卓瑤
- 最佳攝影：Sion Michel
- 最佳美術指導：奚仲文、蔡珮玲
- 最佳音響效果：杜篤之
- 最佳配樂：Paul Grabowsky

第17屆香港電影評論學會大獎
- 推薦電影

## 外部連結
- 香港影庫上《如夢》的資料（繁體中文）
- 開眼電影網上《如夢》的資料（繁體中文）
- 豆瓣电影上《如夢》的資料 （简体中文）
- 时光网上《如夢》的資料（简体中文）
- AllMovie上《如夢》的资料（英文）
- 爛番茄上《如夢》的資料（英文）
- 互联网电影数据库（IMDb）上《如夢》的资料（英文）